# Preddvor
Preddvor – wieś w Słowenii, w gminie Preddvor. W 2018 roku liczyła 861 mieszkańców.